# Ronnie Schell
Ronald Ralph Schell (Richmond, California; 23 de diciembre de 1931), más conocido como Ronnie Schell, es un actor y comediante estadounidense que ha participado en varias series y películas.
Algunas de sus participaciones en TV son The Patty Duck Show, Esa chica y Jessie. En el cine ha participado en: Soupernatural, Family Jewels, Venus Envy, Killer per caso, Distracción fatal, Amor al primer mordisco y Gus. 
Actualmente tiene 93 años.

## Filmografía
- The Patty Duck Show (1965-1966)
- The Andy Griffith Show (1966-1968)
- Good Morning, World (1967-1968)
- Gomer Pyle: USMC (1964-1969)
- Esa chica (1966-1970)
- Love, American Style (1970-1971)
- The New Dick Van Dyke Show (1972)
- The Brian Keith Show (1973)
- Aquí estoy otra vez (1973)
- Alta temperatura (1973)
- The Girl With Something Extra (1973)
- Diana (1973)
- Lotsa Luck (1974)
- Área 12 (1973-1974)
- Wait Till Your Father Gets Home (1973-1974)
- Happy Days (1974)
- Karen (1975)
- Big Eddie (1975)
- Emergencia (1973-1976)
- Sanford and Son (1976)
- Code R (1977)
- El mágico mundo de Disney (1976-1977)
- Forever Fernwood (1977)
- El sheriff chiflado (1979)
- Los ángeles de Charlie (1979)
- Turnabout (1979)
- Love at First Bite (1979)
- One day at a time (1979)
- Mork y Mindy (1979)
- California Fever (1979)
- Alice (1977-1979)
- Comando G (1978-1980)
- Vacaciones en el mar (1981)
- Too Close for Comfort (1982)
- Brigada de choque (1982)
- Madame's Place (1982)
- Trapper John, M.D. (1982-1984)
- Down to Earth (1984)
- ABC Weekend Specials (1984)
- New Love, American Style (1986)
- Cazadores de sombras (1986)
- Sledge Hammer! (1986)
- 1st & Ten (1987)
- La mujer sheriff (1988)
- Papa y Mama vuelven a los 20 (1988)
- Santa Barbara (1985-1988)
- Mathnet (1988)
- Square on TV (1988)
- Mister Belvedere (1988)
- A la tierra (1989)
- Salvados por la campana (1989)
- Nido vacío (1989)
- 227 (1989)
- Las chicas de oro (1990)
- Shades of LA (1990)
- De otro mundo (1990)
- Good & Evil (1991)
- Entrenador (1995-1996)
- The What a Cartoon Show (1997)
- Paso a paso (1998)
- The Wayans Bros. (1998)
- La banda del patio (1997-1999)
- Yes, Dear (2004)
- Phil del futuro (2004)
- Easy to Assemble (2008)
- Jessie (2011)
- Retired at 35 (2012)